# استان جبل‌الاخضر
الجبل الاخضر (به عربی: شعبیة الجبل الأخضر) یک استان در لیبی است. الجبل الاخضر ۷٬۸۰۰ کیلومتر مربع مساحت و ۲۰۶٬۱۸۰ نفر جمعیت دارد.